# I Don't Give A
«I Don't Give A» —en español: «No me importa»— es una canción interpretada por la cantante y compositora estadounidense Madonna para su duodécimo álbum de estudio, MDNA (2012), en colaboración con la rapera trinitense Nicki Minaj. Fue escrita y producida por Madonna y Martin Solveig, con composición adicional de Minaj y Julien Jabre. «I Don't Give A» es una canción de electro-funk y electro hop sincopado y ritmos industriales.
Líricamente, la canción trata sobre un día en la vida de Madonna con algunas partes dirigidas a su exesposo, el director de cine Guy Ritchie, cuando ella canta sobre un matrimonio fallido. «I Don't Give A» recibió críticas generalmente favorables de los críticos musicales que elogiaron la apariencia de Minaj y sus letras personales. Tras el lanzamiento de MDNA, la canción alcanzó el puesto número 117 en el Gaon Chart de Corea del Sur. Madonna interpretó la canción en el The MDNA Tour como tema de cierre del primer segmento del programa.

## Antecedentes y producción

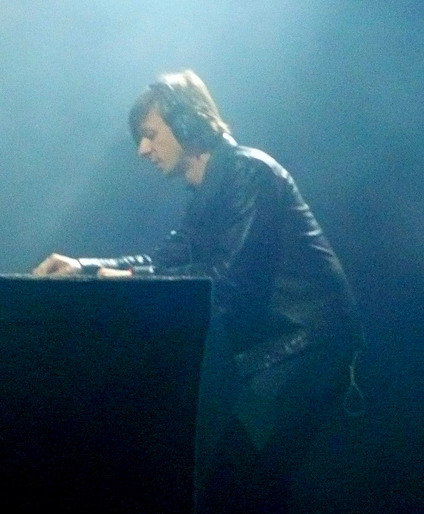
Martin Solveig (en la foto) coescribió y coprodujo «I Don't Give A».

El mánager de Madonna, Guy Oseary, se había puesto en contacto con Martin Solveig para saber si estaría disponible para trabajar con la cantante, a lo que respondió afirmativamente. En julio de 2011, la cantante invitó a Solveig a una sesión de escritura en Londres para su duodécimo álbum de estudio, MDNA. Esta sesión produjo tres canciones, incluidas «I Don't Give A», «Give Me All Your Luvin'» y «Turn Up the Radio», las dos últimas más tarde se convirtieron en sencillos oficiales del álbum. Según el productor, pocos días después de haber terminado la composición, Madonna terminó de escribir la letra de «I Don't Give A». Solveig entendió que las letras eran probables referencias a la vida de Madonna y, por lo tanto, recibió cobertura en la prensa. Sin embargo, no estaba al tanto del significado interno detrás de la letra. Con la revista Billboard, el productor explicó además:

«Al principio pensé que íbamos a trabajar en una canción; ese era el plan original. Tratemos de trabajar en una canción y partir de ahí, no dediquemos demasiado tiempo a pensar en la leyenda y hagamos algo que simplemente tenga sentido. [. . . ] Hicimos una canción y luego otra, y nos divertíamos haciendo música. Y en realidad fue una época muy privilegiada. No estaba bajo ningún tipo de presión, tenía tiempo para dedicarlo; era lo único en lo que tenía que trabajar.»

En una entrevista con Channel V Australia, recordó que los dos pudieron comunicar sus pensamientos sobre las pistas que desarrollaron, «a nivel organizacional», acelerando así el proceso. Madonna estuvo completamente involucrada en la grabación, lo que fue una sorpresa para Solveig, ya que esperaba que la cantante no se quedara más de una hora o dos en el estudio de grabación para luego irse. Madonna expresó sus pensamientos sobre la composición, incluida la instrumentación que se utilizaría, como agregó Solveig, «en algún momento quiso elegir el sonido de una caja o un sintetizador y ese tipo de cosas. ¡Estaba realmente en la sesión!». Madonna correspondió a los sentimientos diciendo que le gustaba la forma de trabajar de Solveig: «Es muy organizado y metódico en su forma de pensar, así que me gusta su proceso de trabajo». La cantante también afirmó que podía desaprobar algo que no le gustaba sin herir sus sentimientos.
Con respecto a tener a Minaj como vocalista invitada, Madonna explicó que quería colaborar con cantantes que creía que tenían un «fuerte sentido de sí mismas». Eran tímidos el uno del otro al principio, pero pudieron superar eso y dedicarse a las pistas. Solveig describió a Minaj como una «profesional» y recordó que pasó algún tiempo con las canciones y escribió su verso de rap y lo grabó en un corto período de tiempo.

## Grabación y composición
«I Don't Give A» fue escrita por Madonna, Solveig, Minaj y Jabre. La producción estuvo a cargo de Madonna y Solveig, mientras que Minaj proporcionó la voz de rap para la pista. Fue mezclado por Demacio "Demo" Castellon para The Demolition Crew, mientras que fue grabado por Castellon, Philippe Weiss y Graham Archer, con una pista adicional de Jason "Metal" Donkersgoed, también para The Demolition Crew. La grabación tuvo lugar en Sarm West Studios, Londres, Inglaterra y MSR Studios, Nueva York. Minaj apareció un día durante la grabación, terminando su trabajo en «I Don't Give A» y «Give Me All Your Luvin'». Jabre también proporcionó guitarras eléctricas, cajas de ritmos y sintetizadores, mientras que Solveig aportó instrumentación adicional. Ron Taylor hizo la edición vocal de la pista, mientras que Michael Turco agregó la conclusión para The Demolition Crew. Otro personal que trabajó en la canción incluyó a Romain Faure y Angie Teo, el último de los cuales trabajó como asistente de mezcla.
«I Don't Give A» es una canción electro-funk de tempo medio con «sabor a pop» con electro hop «atrevido» y ritmos industriales. Listado después de las melodías de baile iniciales en MDNA, el estado de ánimo de la canción es oscuro y sombrío, con un coro de Sturm und Drang y respaldado por una orquesta que el crítico de The New York Times, Jon Pareles, comparó con la cantata del compositor Carl Orff, Carmina Burana. El final de la canción consiste en un gran outro, con coros «grandiosos», platillos «estruendosos» y cuerdas «escaladas». Los críticos notaron que el rap de Madonna en la canción es similar al de su sencillo de 2003 «American Life».
Líricamente, «I Don't Give A» describe un día en la vida de Madonna, con la cantante trabajando en su agenda. Los versos durante el estribillo son representativos de cómo Madonna había ignorado previamente a sus detractores, eligiendo en cambio expresarlo con su música con las líneas, “I'm moving fast/Can you follow my track?/I'm livin' fast/And I like it like that, I do ten things all at once/And if you have a problem, I don't give a”. —en español: «Voy rápido/¿Puedes seguir mi rastro?/Estoy viviendo rápido/Y me gusta así, hago diez cosas a la vez/Y si tienes un problema, no me importa»—. Durante el puente, la letra presumiblemente habla de un matrimonio que no funcionó por razones desconocidas, “I tried to be a good girl/I tried to be your wife/I diminished myself/And I swallowed my light” —en español: «Intenté ser una chica buena/ Intenté ser tu esposa/ Me empequeñecí/ Y me tragué mi luz»—. Muchos críticos coincidieron en que la canción tiene una letra bastante directa que parece apuntar a su exesposo, el director de cine Guy Ritchie. Sin embargo, cuando se le preguntó si Ritchie era, de hecho, el tema de la canción, la representante de Madonna, Liz Rosenberg, respondió que «[Madonna] no ha explicado la letra y si se trata de alguien específicamente... [pero] aprecio que la gente especule». La canción termina con Minaj pronunciando la línea final: «Solo hay una reina y esa es Madonna. ¡Perra!».
Brandon Soderberg, de Spin, observó cómo la canción era una narrativa contra sus haters, un tema predominante en la música rap. Esto se enuncia con la letra que se dirige a Ritchie y los tabloides, junto con algunos de los versos de Minaj dirigidos contra la cantante pop Lady Gaga, con quien se había comparado a Madonna anteriormente. Soderberg dedujo que Madonna podría haber notado los temas cambiantes en la música rap, donde se había vuelto aceptable presumir de la riqueza de uno, por lo que la letra tenía más una vibra de Sex and the City con su descripción de la «vida bastante asombrosa» de Madonna.

## Recepción crítica
«I Don't Give A» recibió críticas generalmente favorables de los críticos musicales. Neal McCormick, de The Daily Telegraph, la llamó «un punto culminante del álbum», y escribió que «hay energía real en esta producción de Martin Solveig, aunque el rap explosivo de Nicki Minaj muestra más bien la entrega más estática de Madonna». Un escritor de Virgin Media le dio a la canción una calificación de 4 de 5 estrellas y elogió el coro. Michael Cragg, de The Guardian, etiquetó a «I Don't Give A» como «brillantemente extraño». Elogió «los ritmos industriales», así como «los cánticos espeluznantes y de la nada [aparición de] Minaj».
Joel Meares, de Time Out, compartió esta opinión y agregó que el verso de rap de Minaj recordaba los tiempos en que las propias canciones de Madonna eran tan buenas como el sencillo «Starships» de la primera. Maura Johnston, de Village Voice, también elogió a Minaj y escribió que, «[Ella] establece un par de rimas que de ninguna manera son las mejores en su vasto catálogo, pero su repentina presencia muestra que la música no es la mayor debilidad de la canción». Genevieve Koski, de The A.V. Club, también consideró la actuación de la rapera como «una de sus mejores características en mucho tiempo», y mejor que su inclusión en el sencillo principal «Give Me All Your Luvin'». Soderberg de Spin describió la canción como una «pista de rap que posiciona a Nicki Minaj, como el pop subversivo descarado en la tradición de Madonna» y criticó el rap de esta última, encontrando que la voz era débil. Por el contrario, apreció los versos y la entrega vocal de Minaj, calificándolos de «ingeniosos» y «seguros».
Keith Caulfield, de Billboard, la llamó como «una canción muy rara»; Elogió la larga parte orquestal de la pista y la llamó «épica y arrolladora, pero surge de la nada». Para Matthew Perpetua, de Pitchfork, la canción mostró cómo el fuerte rap de Madonna fue «eclipsado» por Minaj, «quien se convierte en una actuación entretenida que, sin embargo, está por debajo de los estándares de sus características habituales». Nick Bond, de Sydney Star Observer, escribió que la canción «no es su pista más amigable con GFC», pero explicó que «Musicalmente, es el squib húmedo que Hard Candy hizo bien».

## Actuación en vivo
Madonna protagonizó «I Don't Give A» en el The MDNA Tour en 2012. La interpretación de la canción cerró el primer segmento del programa conocido como Transgression, y encontró a Madonna tocando la guitarra mientras Minaj aparecía en los fondos sentada en un trono cantando sus versos. Saeed Saeed, de The National, elogió a Madonna por «resurgir una vez más triunfante en el modo de estrella de rock» durante la actuación; Kat Keogh de Birmingham Mail, describió que «La multitud estaba inundada con un mar de teléfonos con cámara mientras Madge agarraba una guitarra para el dúo de Nicki Minaj ‘I Don't Give A’». Jon Pareles, de The New York Times, se mezcló en su reseña, escribiendo que Madonna «todavía se ve tonta cuando, como lo hizo en ‘I Don't Give A’, se cuelga una guitarra eléctrica y hace caras de chica rockera», y encontró extraño que «alguien tan físicamente disciplinado no pueda fingir mejores movimientos de guitarra». La actuación se incluyó en el cuarto álbum en vivo de Madonna, MDNA World Tour.

## Créditos y personal

### Administración
- Nicki Minaj apareció en cortesía con Young Money Entertainment/Cash Money Records.
- Webo Girl Publishing, Inc. (ASCAP), EMI Music Publishing Francia (SACEM), Money Mack Music / Harajuku Barbie Music adm. por Canciones de Universal, Inc. (BMI).

### Personal
- Madonna – voz principal, compositora, productora
- Martin Solveig – compositor, productor, batería, sintetizadores
- Nicki Minaj – voz invitada, compositora
- Julien Jabre – compositor, guitarras eléctricas, batería, sintetizadores
- Demacio "Demo" Castellon – grabación y mezcla para The Demolition Crew
- Philippe Weiss – grabación
- Graham Archer – grabación
- Jason "Metal" Donkersgoed – grabaciones adicionales para The Demolition Crew
- Ron Taylor – edición de vocales
- Romain Faure – sintetizadores adicionales
- Michael Turco – outro para The Demolition Crew
- Angie Teo – asistente de mezcla

## Listas
En Corea del Sur, la canción debutó en el número 117 en la lista de descargas internacionales de Gaon Chart, vendiendo 3101 copias.
| Lista (2012)                                            | Posición alta |
| ------------------------------------------------------- | ------------- |
| Sencillos internacionales de Corea del Sur (Gaon Chart) | 117           |